# لوتا شلین
شارلت ایوا شلین (به سوئدی: Charlotta Eva "Lotta" Schelin) (متولد ۲۷ فوریهٔ ۱۹۸۴)، معروف به لوتا شلین بازیکن سوئدی تیم فوتبال زنان المپیک لیون است.
او همچنین به عنوان مهاجم در تیم ملی فوتبال زنان سوئد بازی می‌کند.
شارلت کار خود را در تیم ملی سوئد از سال ۲۰۰۴ آغاز کرد.